# Коструба, Иван Фёдорович
Коструба Иван Федорович — бывший начальник финансового управления Житомирской облгосадминистрации.

## Биография
Родился 8 ноября 1937 (пгт Народичи , Житомирская область) в семье рабочего, украинец; жена Валентина Михайловна (1944) — главный бухгалтер, Жилсоцбанк., г. Житомир; сыновья Андрей и Федор.
Образование : Киевский финансово-экономический институт (1959), экономист; Высшая партийная школа при ЦК КПСС (1977, город Москва).
Народный депутат Украины 2-го созыва с 07.1994 (1-й тур) до 04.1998, Чудновский избирательный округ № 166 Житомирской области. Член фракций СПУ и СелПУ. Член Комиссии ВР Украины по вопросам бюджета.
- 08.1959-06.1961 — контролер-ревизор контрольно-ревизионного управления Министерства финансов СССР в Овручскому районе.
- 06.1961-07.1963 — старший экономист бюджетного отдела Житомирского облфинуправление.
- 07.-10.1963 — старший экономист бюджетного управления Минфина Украины.
- 10.1963-06.1968 — старший экономист, начальник штатного отдела Житомирского облфинуправление.
- 06.1968-03.1969 — инструктор Житомирского обкома КПУ.
- 03.1969-01.1974 — заведующий финансового отдела Житомирского горисполкома.
- 01.1974-09.1975 — председатель исполкома Королевского Совета депутатов трудящихся, город Житомир.
- 09.1975-08.1977 — слушатель Высшей партийной школы при ЦК КПСС.
- 09.1977-12.1978 — первый заместитель председателя Житомирского горисполкома.
- 12.1978-04.1986 — председатель Житомирского горисполкома.
- 04.1986-12.1992 — начальник финансового управления Житомирского облисполкома.
- 12.1992-07.1994 — заместитель главы Житомирской облгосадминистрации — начальник финансового управления.

Затем заместитель председателя по исполнительной работе — начальник финансового управления Житомирского облсовета.
Орден Трудового Красного Знамени, медаль. Заслуженный экономист Украины.
Умер в октябре 1998 года.

## Источник
- Коструба